# Дорофеева, Надежда Борисовна
Надежда Борисовна Дорофеева (род. 8 июля 1960 года, Сыктывкар, Коми АССР, РСФСР, СССР) — российский политический деятель, председатель Государственного Совета Республики Коми с 28 сентября 2015 года по 24 сентября 2020 года.

## Биография

### Ранние годы
Родилась в Сыктывкаре 8 июля 1960 года. 

### Образование
Окончила в 1983 году Сыктывкарский государственный университет по специальности «Биология и химия», а затем в 1998 году Северо-Западную академию государственной службы Российской академии государственной службы при Президенте Российской Федерации по специальности «Государственное и муниципальное управление» и Санкт-Петербургский институт профтехобразования по специальность «Теория и методика профессионального образования» в 2004 году.

### Трудовая деятельность
С 1977 по 1978 год работала швеёй-мотористкой Сыктывкарской швейной фабрики «Комсомолка», а с 1980 по 1983 год бухгалтером детского сада-яслей «Алёнка» СМП-235 Печорстроя (г. Сыктывкар).
В 1983 году стала лаборантом кафедры зоологии Коми педагогического института в Сыктывкаре, а с 1984 по 1999 год преподавала химию, являлась воспитателем, заместителем директора по учебно-воспитательной работе, заведующей учебной частью, заместителем директора по учебно-воспитательной работе, заместителем директора по учебной работе, исполняющей обязанности директора городского профессионального училища № 1 города Сыктывкар.
С 1999 по 2015 год – директор ГПОУ «Сыктывкарский торгово-технологический техникум».

### Политическая деятельность
C 2011 по 2015 год также являлась депутатом Совета муниципального образования городского округа «Сыктывкар» IV созыва.
В единый день голосования 13 сентября 2015 года приняла участие в выборах в государственный Совет Коми и одержала победу.
28 сентября 2015 года была избрана Председателем Государственного Совета Республики Коми. Также является заместителем секретаря Коми регионального отделения партии «Единая Россия» и руководителем региональной общественной приёмной председателя этой партии. На выборах 2020 года была переизбрана депутатом Государственного Совета Коми, однако не была избрана на должность его председателя.